# 九二香港會談
九二香港會談或稱九二會談，是指1992年10月26日至10月30日，代表行政院大陸委員會的台灣民間團體「海峽交流基金會」（以下簡稱「海基會」）在英屬香港港麗酒店和代表中共中央台灣工作辦公室的中國大陆民間團體「海峽兩岸關係協會」（以下簡稱「海協會」）針對兩岸「文書驗證」及「掛號函件」事宜進行的第二次工作性商談。它是為了準備1993年辜汪會談而先期舉行的事務性協商。

## 歷史背景
1979年1月1日，中華人民共和國全國人民代表大會常務委員會發表第五次《告臺灣同胞書》，以「和平方式解決台灣問題」來取代原有「解放台灣」的口號，正式積極對台灣展開「和平統一」的攻勢。其内容是向台湾提出，统一中国为大势所趋、人心所向，应尽快结束分裂局面，統一中國，於此，并提出了结束两岸军事对峙、开放“两岸三通”、扩大两岸交流等方针。此次发表在国内外引发重大反应，被视为中国大陆对台政策的首度转变。
1972年至1982年，中華人民共和國政府與美國政府相繼對外發表三個外交聲明。1979年，中美建交，美國同時宣布斷絕與中華民國的外交關係，終止與其簽訂的《中美共同防禦條約》。此後轉而根據《台灣關係法》與台灣進行非官方往來。
改革開放與中美建交等政經環境的轉變，使得中華民国政府受到民间日益增加的要求改善两岸关系的压力。1987年，蒋经国授权中华民国红十字会代表政府与大陆的中国红十字会接触，作为两岸沟通的窗口。10月15日，经两岸红十字会协商后，時任中華民國總統蔣經國授意中華民國政府施行開放台灣居民赴大陸探親之政策，准許在中國大陸有三親等內血親、姻親或配偶的民眾登記赴中國大陸探親。10月16日，中華人民共和國國務院公佈《關於台灣同胞來大陸探親旅遊接待辦法的通知》，表示「熱誠歡迎台灣同胞來大陸探親和旅遊，保證來去自由。」11月2日，中華民國紅十字會開始受理探親登記，兩岸民眾的相互往來在中斷38年後逐步恢復。由於人員、經濟、文化交流復始，中華民國政府原先採取的「不接觸、不妥協、不談判」之「三不政策」名存實亡。
1988年，中國大陸方面決定設立「國務院臺灣事務辦公室」，以負責處理及協調其「國務院」有關部門和「地方政府」有關部門之涉臺事務。
1990年10月7日，在部份中國國民黨威望人士及國軍老兵的推動下，繼任總統李登輝邀集朝野各黨及社會各界人士於總統府成立國家統一委員會，開始研商制訂「國家統一綱領」。1991年2月23日，制訂完成的「國家統一綱領」在國家統一委員會獲得通過，並於該年3月14日在行政院獲得通過；同年4月，中華民國政府對中華民國憲法進行相關的增修條文之訂定，並由總統李登輝5月1日公布，同時宣布終止動員戡亂時期。
1991年1月18日，中華民國立法院通過行政院大陸委員會組織條例，並於1月28日由總統李登輝公布施行。同年1月30日，陸委會正式成立。2月8日，「財團法人海峽交流基金會」在台北成立，並於4月9日與行政院大陸委員會簽訂委託契約，處理有關中華民國與中華人民共和國談判對話、文書驗證、民眾探親商務旅行往來糾紛調處等涉及公權力、受政策影響不便由政府出面處理的事務性、技術性事項。
1991年4月28日，海基會副董事長兼秘書長陳長文訪問北京，並於次日與中共中央台辦副主任唐樹備會談。唐樹備提出，「在處理海峽兩岸交往事務中，應堅持一個中國原則，反對任何形式的『兩個中國』、『一中一台』，也反對『一國兩府』以及其他類似的主張和行為。」唐樹備提出，台灣是中國的一部份；陳長文則提出台灣是中華民國的一部份，大陸也是中華民國一部份。陳長文也建議在一個中華民國之下，加上「對等互惠，相互尊重」；唐樹備表示「相互尊重」沒問題，但「對等互惠」還要研究。
1991年11月3日至11月7日，陳長文再赴北京與唐樹備就中華民國與中華人民共和國共同防制海上走私及搶劫犯罪的程序性問題舉行商談。海協會方面認為，兩岸間文書認證的商談已碰觸外交概念，有必要先就兩岸關係定位及一個中國原則達成共識，作為雙方商談的前提。對此，雙方首次討論了在事務性商談中堅持一個中國原則的問題，但未能達成共識。此後，行政院大陸委員會強調，台灣方面對一個中國涵義的理解與大陸方面不同，而表達對一個中國的態度是政策性的問題，與事務性商談無關，海基會在事務性商談中不得談這個問題。
1991年12月16日，中國大陸方面成立「海峽兩岸關係協會」，由前上海市長汪道涵為會長，並受中共中央台辦（另掛国务院台湾事务办公室牌子）的指導，協助大陸有關單位來處理兩岸民眾交流的事務，成為與海基會互相對應的機構。由此，兩岸政府以「海基會」與「海協會」會談的形式，繼續進行商談與交流。海協會根據中共中央台辦授權，繼續以堅持一個中國原則作為兩會交往和事務性商談的基礎。至此，兩岸在政策的規劃與事務的執行上，建立了相應的交流體系。
1992年3月22日至3月27日，海基會法律服務處處長許惠祐等六人赴北京，並於23日至26日間與海協會李亞飛就「海峽兩岸公證書使用」和「開辦海峽兩岸掛號函件查詢、補償」問題進行第一次工作性商談。海基會方面初期曾一度主張，在解決兩岸公證書使用問題中，比照國家間駐外使領館認證的做法來處理大陸公證書在台灣的使用；在解決開辦兩岸掛號函件業務問題中，則援引國家間通郵的做法。3月30日，海協會召開記者招待會，常務副會長唐樹備就在事務性商談中應表明堅持一個中國原則的態度問題，作出中國大陸立場的闡述。他說「一個中國是客觀事實，而兩岸交往中的事務性問題，包括文書使用、掛號函件查詢等，作為一個國家的內部事務，本不需要特別的協議；但基於兩岸尚未統一的事實，也的確需要採取某些特殊的做法，不過不應同國與國間的作法相混淆，因此有必要明確海峽兩岸交往中的事務性問題是中國人的內部事務，在堅持一個中國的原則下，考慮實事求是、合情合理地處理方式。」他也說，海協會堅持先談這個問題，只是要雙方表明堅持一個中國原則的態度，並不要討論「一個中國」的涵義，至於具體表述方式，雙方可協商。海協會方面的立場概括為：海峽兩岸交往中的具體問題是中國的內部事務，應本著一個中國原則協商解決；在事務性商談中，只要表明堅持一個中國原則的基本態度，可以不討論一個中國的政治涵義；表述的方式可以充分協商，並願意聽取海基會和台灣各界的意見。海基會方面遵照陸委會的要求，多次表示「沒有授權談一個中國問題」。
1992年8月1日，國家統一委員會通過對關於「一個中國」的涵義，全文如下：
一、海峽兩岸均堅持「一個中國」之原則，但雙方所賦予之涵義有所不同。
中共當局認為「一個中國」即為「中華人民共和國」，將來統一以後，臺灣將成為其轄下的一個「特別行政區」。台灣方面則認為「一個中國」應指一九一二年成立迄今之中華民國，其主權及於整個中國，但目前之治權，則僅及於臺澎金馬。臺灣固為中國之一部分，但大陸亦為中國之一部分。
二、民國三十八年（公元一九四九年）起，中國處於暫時分裂之狀態，由兩個政治實體，分治海峽兩岸，乃為客觀之事實，任何謀求統一之主張，不能忽視此一事實之存在。
三、中華民國政府為求民族之發展、國家之富強與人民之福祉，已訂定「國家統一綱領」，積極謀取共識；深盼雙方均以務實的態度捐棄成見，共同合作，為建立自由民主均富的一個中國而貢獻智慧與力量。
1992年8月27日，海協會負責人經過批准發表談話，提出這份「結論」確認「海峽兩岸均堅持一個中國之原則」，「明確這一點，對海峽兩岸事務性商談具有十分重要的意義，它表明，在事務性商談中應堅持一個中國原則已成為海峽兩岸的共識」；同時，針對國家統一委員會對關於「一個中國」的涵義中大陸方面不同意的內容，海協會負責人表示：「我會不同意台灣有關方面對『一個中國』涵義的理解。我們主張『和平統一、一國兩制』，反對『兩個中國』、『一中一台』、『兩個對等政治實體』的立場是一貫的」。中共中央臺辦和海協會內部考慮採取兩會各自發表信守一個中國原則聲明的方式來體現雙方達成的共識。海協會主張要經過雙方商談，使各自的聲明能為對方所接受。
1992年9月，兩會秘書長在廈門會面，就一個中國原則的表述問題非正式交換意見。海協會秘書長鄒哲開對海基會秘書長陳榮傑和法律服務處處長許惠佑表示，“台灣方面關於一個中國原則的結論，說明雙方在事務性商談中堅持一個中國原則已有共識。但我們不同意臺有關方面對一個中國內涵的解釋，也不可能與海基會討論關於一個中國的內涵”，建議海基會認真考慮逕直引用“海峽兩岸均堅持一個中國原則”的表述。
1992年10月26日至10月30日，許惠祐與海協會咨詢部副主任周寧，繼續就「公證書使用」及「掛號函件」問題在香港舉行第二次處長級工作性商談，這就是產生「九二共識」的九二香港會談。

## 會談經過
海基會由該會法律服務處處長許惠祐為主談代表，海協會由咨詢部副主任周寧為主談代表。
兩會在九二香港會談時，海協會希望先就「一個中國」的議題，達成協議。海協會提出五項表述方案，其中最有代表性的方案是：「在海峽兩岸共同努力謀求國家統一的過程中，雙方均堅持一個中國的原則，對兩岸公證文書使用（或其他商談事務）加以妥善解決」。對此，海基會亦提出五項文字表述方案，其中最有代表性的方案是：「鑑於海峽兩岸長期處於分裂狀態，在兩岸共同謀求國家統一的過程中，雙方咸認為必須就文書查證（或其他商談事項）加以妥善解決。」（李銘義，2001年）海協會對此不能接受，海基會隨後又提出三項口頭表述方案，最有代表性的為：「在海峽兩岸共同努力謀求國家統一的過程中，雙方雖均堅持一個中國的原則，但對於一個中國的涵義，認知各有不同。惟鑑於兩岸民間交流日益頻繁，為保障兩岸人民權益，對於文書查證，應加以妥善解決。」
海協會研究該第八方案，認為該方案表明了海基會謀求統一、堅持一個中國原則的態度，雖然提出對一個中國涵義的「認知各有不同」，但海協會歷來主張「在事務性商談中只要表明堅持一個中國原則的態度，不討論一個中國的政治涵義」，因此，可以考慮與海基會以上述各自口頭表述的內容表達堅持一個中國原則的態度。海協會希望海基會能夠確認這是台灣方面的正式意見。
11月3日，海基會致函海協會，表示已徵得台灣有關方面的同意：「以口頭聲明方式各自表述。」同日，海協會副秘書長孫亞夫電告海基會秘書長陳榮傑，在這次香港工作性商談中，「貴會建議採用貴我兩會各自口頭聲明的方式表述一個中國原則。我們經研究後，尊重並接受貴會的建議」，並建議，「就口頭聲明的具體內容，進行協商。」海基會在同日發佈新聞稿表示，「海協會在本次香港商談中，對『一個中國』原則一再堅持應當有所表述，本會徵得主管機關同意，以口頭聲明方式各自表達，可以接受。至於口頭聲明的具體內容，台湾方將根據『國家統一綱領』及國家統一委員會對『一個中國』涵義所作決議表達」。海基會的表述內容為「在海峽兩岸共同努力謀求國家統一的過程中，雙方雖均堅持一個中國的原則，但對於一個中國的含義，認知各有不同。惟鑑於兩岸民間交流日益頻繁，為保障兩岸人民權益，對於文書查證，應加以妥善解決。」當時海基會代表仍然留在香港，一直停留到11月5日才離港返台。
11月16日，海協會致函海基會，表示同意以各自口頭表述的方式表明堅持一個中國原則的態度，並將海協會的口頭表述重點函告海基會：「海峽兩岸都堅持一個中國的原則，努力謀求國家的統一。但在海峽兩岸事務性商談中，不涉及『一個中國』的政治含義。本此精神，對兩岸公證書使用（或其他商談事務）加以妥善解決。」此函同时附有海基会之前所提口头表述方案，即“在海峡两岸共同努力谋求国家统一的过程中，双方虽均坚持一个中国之原则，但对于一个中国的涵义，认知各有不同”，作為雙方彼此接受的共識內容。
12月3日，海基會函覆海協會：「鑒於『兩岸文書查證』及『兩岸間接挂號信函查詢與補償』問題懸係多時，不但影響兩岸人民權益，且使人民對於交流產生疑慮，誠然遺憾！」頃接貴會上述二函，顯示『願以積極的態度，簽署協議』、『使問題獲得完全解決』，端此，我方表示歡迎。「台灣方始終認為：兩岸事務性之商談，應與政治性之議題無關，且對『一個中國』之涵義，認知略有不同。台灣方為謀求問題之解決，建議以口頭各自說明。至於口頭說明之具體內容，台湾方已十一月三日發佈之新聞稿中明白表示，將根據『國家統一綱領』及國家統一委員會本年八月一日對於『一個中國』涵義所作決議加以表達。」
會談結束後至當年年底這一段期間，雙方以電話與書信方式，繼續就「一個中國」的論題交換意見。

## 「九二共識」
事後，兩岸雙方均認為雙方在「一個中國」的涵義上並無共識。中國大陸方面認為，雙方在表明堅持一個中國原則態度的基礎上，暫不討論「一個中國」的政治含義，從而面向未來兩岸關係的發展，進行務實的對話與談判。換言之，雙方以各自表述的方式表明堅持一個中國原則的態度是共識，而對一個中國的內涵，雙方既未討論，根本沒有共識。
但是台灣內部並非所有人都認同官方說法，中國國民黨內部分人士就認為已經達成「一個中國、各自表述」的共識，其中蘇起更進一步於2000年4月28日自創「九二共識」這個名詞。蘇起表示，以“九二共識”取代與包裝“一中各表”，主要是基於中國共產黨不喜歡“各表”，而即將執政的民進黨無法接受“一中”；他提出“九二共識”，意在同時涵括國民黨主張的“一個中國，各自表述”、民進黨的“各自表述”、中國大陸的“一個中國”等不同立場，以模糊性的概念讓各方解釋都有交集，為「兩國論」後兩岸停滯不前的關係解套、為兩岸持續交流溝通尋求雙方都可以接受的共同點。
至今，各界對九二香港會談是否有所謂「九二共識」的爭議仍未解決。許多當年直接授權談判或涉入處理的當事人，如中華民國總統李登輝、行政院大陸委員會主委黃昆輝、海峽交流基金會董事長辜振甫 、秘書長陳榮傑、法律服務處長許惠祐等人均先後否認曾有此共識的存在。中國大陸方面則認為，上述「九二香港會談」協商及形成共識的情況，不僅見之於兩會的函電往來，還見之於台灣各大媒體的報導，甚至見之於海基會1993年8月編輯刊印的《「辜汪會談」紀要》一書中，雖然是各自以口頭方式表述的共識，但其過程和內容均有明確的文件和文字記錄。大陸方面要求台灣官方明確承認「九二共識」，「回到『海峽兩岸均堅持一個中國原則』的立場上來」。
2000年6月20日，陳水扁總統在就任後第一次國際記者會表示：九二年的事情，對岸說有所謂「一個中國原則」的共識，但我方認為，好像事實不是這樣，「一個中國」的問題，有討論但是沒共識，我們提出來，如果有「共識」，應該是「一個中國各自口頭表述」，但是對岸認為並沒有這樣的共識，所以如果說要有「共識」，那是沒有共識的「共識」，所謂「AGREE TO DISAGREE」。
2001年11月10日，陳總統在電視專訪表示：個人必需非常鄭重嚴肅地呼籲國人同胞，也要告訴大家，很多事不要自欺欺人，你騙別人但也騙自己，再怎麼騙最後還是會被揭穿的，今天到底有無九二共識，九二共識就誠如許惠祐所說，這是阿扁去年當選之後，就職之前，過去政府某位要員所創造出來的名詞，我們講更白點，根本沒有兩岸九二共識，沒有的東西要阿扁接受，那不是強人所難嗎？...我必需告訴大家，本來就沒有九二共識，本來無一物，何處惹塵埃。今天有人講九二共識是一中各表，一中各表是我們自己有些人、有些團體的主張、他們的希望，請問兩岸有這樣的九二共識嗎？...找不到有所謂一中各表的九二共識，所以不能把自己的一廂情願、有些政黨的想法主張，強壓要阿扁接受，又說這是以前達成的兩岸的九二共識，我覺得這是事實的問題，絕不容扭曲。... 今天很清楚的，海基會、陸委會的某些人，過去曾參與兩岸的協商談判，他們一致說出根本無所謂九二共識，沒有兩岸都達成一中各表的共識...所謂「沒有共識的共識」，就是沒有共識...我們同意有不同，我們同意沒有共識，這就是這個意思，所以今天我們講的跟他們講的不一樣，他們把沒有的事硬說有，同樣的，對岸一再表示沒有所謂一中各表的九二共識，這是非常清楚，既然海基會、陸委會和對岸都說沒有，怎麼有些人還講有，它有在那裏？我們了解對岸中華人民共和國所說的，如果有九二共識，他們的九二共識是一個中國的原則的九二共識，那我們不能接受，也沒有同意過，所以在此情況下要怎麼辦，不要騙自已，不要騙老百姓，不要選舉一到就拿這個東西來混淆是非，這是一個非常重要的原則性、是非問題，絕不容許玩文字遊戲，拿來自欺欺人，來謀取個人、政黨的利益。
中國大陸方面認為，國家統一委員會對關於「一個中國」的涵義中，「台灣固為中國之一部分，但大陸亦為中國之一部分」意味著中國的主權和領土完整沒有分割，並依此對李登輝將兩岸關係定位為「特殊國與國關係」的說法多次加以措詞嚴厲的批評，認為是「公然分裂中國」、嘗試「主權脫鉤」的表現。2005年3月14日舉行的中華人民共和國第十屆全國人民代表大會第三次會議通過一部針對台灣海峽兩岸關係的中華人民共和國基本法律《反分裂國家法》，首次明確提出了在三種情況下中國大陸可使用「非和平方式達到國家統一」，海峽局勢漸趨緊張。
儘管連戰接任國民黨主席後，國民黨徹底抛棄李登輝的兩國論，再次提起「九二共識」、重回一中各表立場，兩岸關係一度有所緩和。然而「兩國論」提出後，在野黨民進黨隨即發表台灣前途決議文以承認中華民國的兩國論為基調，作為日後的執政基礎，觀點更為激進。2021年5月8日，陸委會發布聲明稱「臺灣已經翻過『九二共識』的歷史一頁」；10月10日，中華民國總統蔡英文在雙十節演說中首次表示“中華民國與中華人民共和國互不隸屬”，进一步发扬李登輝「特殊的国与国关系」的两国论。